# Кишкуншаг
Кишкуншаг (мађ. Kiskunság, лат. Cumania Minor)) је историјска и географска регија у Мађарској која се налази у садашњој Бачко-кишкунској жупанији између Калоче и Сегедина. Његова територија је износила 2.423 km². Као и други историјски европски региони који се зову Куманија, назван је по Куманима (мађ.: Кунок−Kunok), историјски веома значајном номадском племену.

## О региону
Данас се тај предео назива и велики пејзаж или Кишкунашки пејзаж и налази се у Великој равници, у мађарском делу између Дунава и Тисе, јужно од Будимпеште до северно од Сегедина. Малу Куманију су населили Куни (Кумани) у 13. и 14. веку.
Током 1820-их, дански географ Конрад Малте-Брун забележио је постојање чак 33.000 становника у Нађкуншагу, од којих је 8.400 живело у Карцагу (пише се Kardzag). Такође је проценио да је Кишкуншаг, који се састоји од „две долине“, била дом за 42.000 људи, са приближно истим бројем Јаса који живе у истоименој области. Он бележи површину Нађкуншага као 20 мађарских миља, што је отприлике 160 квадратних километара, он је проценио да Кишкуншаг и Јасигија имају приближно 320 односно 150 квадратних километара.

## Географија
Кишкуншаг се налази на пешчаном гребену између река Дунава и Тисе, између Пештанске и Бачке равнице. У поређењу са две реке, подручје се налази 30-50 метара више, које је углавном створио древни Дунав. Јер некада Дунав није текао данас виђеном линијом, већ у правцу северозапад-југоисток, стварајући тако обимни алувијални конус. На врху овог пешчаног гребена, висина прелази 130 метара надморске висине. Овај податак је значајан из разлога што се у овом делу река Тиса налази на 80 метара надморке висине а долине поред Дунава на 90 метара надморске висине.
Земљиште подручја су углавном песковита или слана, али има и ливадских земљишта. Средина Кишкуншага, највиши терени, су најнепродуктивнији, јер ту доминира песак који је под утицајем ветра стварао пешчане дине. На граници Филепхазе налазе се и две пешчане дине које су углавном остале у свом изворном облику (пешчане дине Филппхазе).
Несташица воде, која се повећава од 1980-их, велики је проблем на селу, а индекс аридности је веома висок. Језеро Кондор код Сабадсалаша, језеро Мадараш у Ладанибенеу или језеро Њир код Лајошмизеа су потпуно нестали. Већ су објављене студије према којима ће део Кишкуншага постати један од полупустињских предела Европе. Изградња канала Дунав-Тиса преко Кишкуншага ради се већ 300 година како би се због несташице воде направио пловни пут између Дунава и Тисе.

## Историја
Регион је добио име по Куманима који су се на њеној територији населили након најезде Татара, и по самосталној административној јединици (област Јаскун) организованој након престанка турског потчињавања (која је постојала до 1876). Њено средњовековно становништво је ојачало у 16. веку и развило високу сељачку културу. Покоравање је изазвало уништење, бекство и масовно мешање становништва. Почетком 18. века постојало је само пет већих локалитета: Кишкунлацхаза, Кунсентмиклош, Сабадсалаш, Филепсалаш и Кишкунхалаш. Реколонизација пустара Кишкуншага укључивала је римокатоличко становништво Јасшага до 19. века (Кишкунфелеђхаза, Кишкундорожма), поред реформатског становништва некадашњих куманских реликвија и других досељеника из Источне Трансданубије. У Фелсо-Кишкуншагу, насеља јасшког порекла су Керекеђхаза, Ладањбене, Лајошмиже, Кочер и Јаскарајене. Нарочито после „Јаскунске редемпције” (1745) брзо су ојачале његове пазаришне заједнице, у којима је екстензивно држање стоке омогућено системом закупа на отвореном, делом као последица тога, коришћен је систем насеља са баштама за смештај.

## Мапе Кишкуншага у окиру Мађарске
- Мапа Мађарске из 1490.
- Прво мађарско војно мапирање
- Административне јединице на мапи из 1862.